# Синдром слабости синусового узла
Синдро́м сла́бости си́нусового узла́ (СССУ) (англ. sick sinus syndrome) — описательный термин для обозначения совокупности признаков, симптомов ЭКГ-изменений, определяющих нарушение функции синусового узла (СУ) в клинических условиях.
Утверждается , что термин был введён американским кардиологом Бернардом Лауном в 1966 году, и затем популяризирован Ирэн Феррер.

## Этиология и патогенез
Может проявляться при разнообразных органических поражениях миокарда (кардиосклероз, миокардиты), при которых в синусовом узле уменьшается число пейсмекерных клеток и развивается фиброз.
Наиболее часто в качестве анатомического субстрата СССУ обнаруживают атеросклероз коронарных сосудов, амилоидоз предсердий и диффузный фиброз

## Диагностика
Выявляется при помощи анализа ЧСС.
В клинической картине характеризуется обмороками или другими проявлениями мозговой дисфункции (слабость, головокружение, нарушение сна и т.п.).
Выделяют следующие разновидности СССУ:
1. брадикардия,
2. остановка,
3. нерегулярность (нерегулярный синусовый ритм),
4. хронотропная некомпетентность,
5. блокада выхода из синусового узла.

В 1995 году В. А. Шульман и соавторы предложили классификацию СССУ, в которой отражены аспекты функционального состояния больного с СССУ. 
В 1999 году М. С. Кушаковский рассматривал СССУ как вариант дисфункции синусового узла (ДСУ) и указывал, что общее название «дисфункции СА узла» объединяет, по меньшей мере, три основные клинические группировки: 
1. СССУ – дисфункции СА узла органической природы,
2. Регуляторные (вагусные) дисфункции СА узла,
3. Лекарственные (токсические) дисфункции СА узла.

Поэтому считается необходимым проведение дифференциальной диагностики между СССУ и вегетативной дисфункцией СУ; основным критерием является результат пробы с атропином или пробы с медикаментозной денервацией сердца.
Вместе с тем утверждается,что в существующих до сих пор классификациях СССУ не учитывалась этиология, тяжесть и особенности течения заболевания.
Для выявления ДСУ и СССУ и с целью проведения дифференциальной диагностики используют:
- Холтеровское мониторирование ЭКГ.
- Фармакологические пробы.
- Тесты с физической нагрузкой.
- Анализа ВСР.
- Электрофизиологическое исследование (ЭФИ) сердца.

#### Общие клинические проявления
Симптомы часто имеют преходящий характер, изменчивы и непредсказуемы. Выделяют следующие группы симптомов:
- Церебральные симптомы. В случае мягких симптомов пациенты предъявляют неопределенные симптомы: утомляемость, повышенная возбудимость, лабильность настроения, забывчивость. При прогрессировании заболевания церебральные симптомы усиливаются: головокружения, нечеткая речь, предобморочные состояния, и, наконец, обмороки. Чаще всего обмороки ассоциируются с выраженной брадикардией.
- Кардиальные симптомы. В начале заболевания больные могут отмечать урежение пульса и его неритмичность. При прогрессировании болезни наиболее часто встречаются: приступы сердцебиений, одышка, стенокардия и хроническая сердечная недостаточность. Приступы сердцебиений обусловлены пароксизмами тахикардии, мерцательной аритмии или синдромом брадикардии-тахикардии. Хроническая сердечная недостаточность и стенокардия обычно обусловлены гипоперфузией сердца.
- Другие симптомы. Гипоперфузия почек может вызывать олигурию. У некоторых пациентов встречаются гастроинтестинальные расстройства

#### Синусовая брадикардия
Синусовая брадикардия — урежение ЧСС меньше 60 в минуту при сохранении правильного синусового ритма. При синусовой брадикардии редко бывает ниже 40 в минуту. Синусовая брадикардия обусловлена понижением автоматизма синоатриального узла.
У здоровых людей синусовая брадикардия обычно свидетельствует о хорошей тренированности сердечно-сосудистой системы и часто встречается у спортсменов.
Следует учитывать, что у атлетов может во время сна ритм сердца быть менее 45 ударов в минуту, и это считается вариантом нормы.

#### Нерегулярный синусовый ритм
Синусовой аритмией (СА), или нерегулярным синусовым ритмом, считают такой ритм, у которого на ЭКГ разница между соседними РР равна 0,12сек. и более.

#### Хронотропная некомпетентность
Хронотропная некомпетентность определяется при ЧСС ниже 90—-100 на пике нагрузки.

## Лечение
Лечение синдрома слабости синусового узла зависит от выраженности симптоматики у пациента (прежде всего речь идет о релевантных паузах). При головокружении, синкопе, сердечной недостаточности (из-за брадикардии и снижения сердечного выброса) необходима имплантация кардиостимулятора, например в режиме ААI или DDD. При симптоматическом тахи-бради синдроме необходимо лечение тахикардии (контроль ЧСС с помощью антиаритмических препаратов) и брадикардии (кардиостимулятор).